# Болоньола
Болоньола (итал. Bolognola) — коммуна в Италии, располагается в регионе Марке, в провинции Мачерата.
Население составляет 176 человек (2008 г.), плотность населения составляет 7 чел./км². Занимает площадь 25 км². Почтовый индекс — 62035. Телефонный код — 0737.
Покровителем коммуны почитается святой Фортунат из Сполето, празднование 1 июня.

## Демография
Динамика населения:

## Администрация коммуны
- Официальный сайт: http://www.bolognola.sinp.net